# Северо-Сахалинская равнина
Северо-Сахалинская равнина — пологохолмистая территория к югу от полуострова Шмидта с широко разветвлённой речной сетью, слабо выраженными водоразделами и отдельными невысокими горными хребтами, тянется от залива Байкал на севере до слияния рек Ныш и Тымь на юге, высшая точка — г. Даахуриа (601 м); северо-восточное побережье острова выделяется в качестве подрайона, для которого характерны крупные лагуны (наиболее крупные — заливы Пильтун, Чайво, Ныйский, Набильский, Луньский), отделённые от моря узкими полосами намывных кос, дюны, низкие морские террасы — именно в этом подрайоне и на прилежащем шельфе Охотского моря находятся основные сахалинские нефтяные и газовые месторождения.